# Cupa României 2015-2016
Cupa României 2015-2016 (cunoscută ca și Cupa României Timișoreana 2015-2016) a fost cea de-a 78-a ediție a celui mai vechi turneu eliminator din fotbalul românesc. Finala competiției s-a desfășurat pe 17 mai 2016. Câștigătoarea cupei a fost CFR Cluj, care a învins-o pe Dinamo București cu 5-4 la lovituri de departajare și a câștigat pentru a patra oară trofeul.

## Echipe
| Faza           | Cluburi rămase | Cluburi participante | Câștigători din runda precedentă | Intrate în competiție | Ligi                            |
| -------------- | -------------- | -------------------- | -------------------------------- | --------------------- | ------------------------------- |
| Faza județeană | -              | -                    | niciunul                         | -                     | Nivelele 4, 5 și 6 din piramidă |
| Faza I         | 185            | 82                   | 41                               | 82                    | Liga a III-a                    |
| Faza a II-a    | 103            | 94                   | 41                               | 53                    | Liga a III-a                    |
| Faza a III-a   | 50             | 48                   | 48                               | niciunul              | niciuna                         |
| Faza a IV-a    | 50             | 56                   | 24                               | 32                    | Liga a II-a                     |
| Faza a V-a     | 50             | 28                   | 28                               | niciunul              | niciuna                         |
| Șaisprezecimi  | 32             | 32                   | 14                               | 18                    | Liga I                          |
| Optimi         | 16             | 16                   | 16                               | niciunul              | niciuna                         |
| Sferturi       | 8              | 8                    | 8                                | niciunul              | niciuna                         |
| Semifinale     | 4              | 4                    | 4                                | niciunul              | niciuna                         |
| Finala         | 2              | 2                    | 2                                | niciunul              | niciuna                         |

## Calendar
Calendarul anunțat de Federația Română de Fotbal pentru Cupa României 2015-2016:
| Faza          | Date                     | Număr de meciuri | Cluburi | Intrate în competiție |
| ------------- | ------------------------ | ---------------- | ------- | --------------------- |
| Faza I        | 15 iulie 2015            | 42               | 82      | 82: 103 – 185         |
| Faza a II-a   | 29 iulie 2015            | 44               | 94      | 53: 50 - 103          |
| Faza a III-a  | 12 august 2015           | 24               | 48      | niciunul              |
| Faza a IV-a   | 26 august 2015           | 28               | 56      | 32: 19 - 50           |
| Faza a V-a    | 9 septembrie 2015        | 14               | 28      | niciunul              |
| Șaisprezecimi | 22-25 septembrie 2015    | 16               | 32      | 18: 1 - 18            |
| Optimi        | 27-29 octombrie 2015     | 8                | 16      | niciunul              |
| Sferturi      | 15-17 decembrie 2015     | 4                | 8       | niciunul              |
| Semifinale    | 2 martie-21 aprilie 2016 | 4                | 4       | niciunul              |
| Finala        | 17 mai 2016              | 1                | 2       | niciunul              |

## Faza I
Meciurile primei faze s-au jucat pe 15 iulie 2015.
| Echipa 1                    | Scor | Echipa 2                  |
| --------------------------- | ---- | ------------------------- |
| Rapid Dumești               | 2–1  | Inter Dorohoi             |
| Bucovina II Pojorâta        | 0–1  | Bucovina Rădăuți          |
| Victoria Horia              | 3–5  | CS Kosarom Pașcani        |
| SC Bacău II                 | 0–3  | Ceahlăul II Piatra Neamț  |
| Atletico Vaslui             | 3–0  | Sporting Liești           |
| Granitul Babadag            | 3–0  | Oțelul II Galați          |
| Metalosport Galați          | 1–2  | Avântul Valea Mărului     |
| Victoria Traian             | 7–8  | FC Puiești                |
| Viitorul II Constanța       | 9–0  | Callatis Mangalia         |
| FC Zagon                    | 7–6  | FC Păpăuți II             |
| Euromania Dumbrăveni        | 3–0  | FC Păpăuți                |
| CS Păulești                 | 3–1  | Astra II Giurgiu          |
| Victoria Muntenii Buzău     | 3–0  | Viitorul Axintele         |
| Voința Buftea               | 6–2  | CS Inter Clinceni         |
| FC Chitila                  | 1–3  | Voința Snagov             |
| Flacăra Moreni              | 4–2  | FCM Târgoviște            |
| Unirea Izvoarele            | 5–3  | Urban Titu                |
| Victoria Chirnogi           | 1–3  | Viitorul Domnești         |
| CN Dinicu Golescu Câmpulung | 6–3  | Voința Budeasa            |
| Unirea Brânceni             | 10–1 | Vișina Nouă               |
| Voința Sibiu                | 6–8  | Înfrățirea Agromec Hărman |
| Unirea Cristuru Secuiesc    | 1–0  | Avântul Reghin            |
| ASA II Târgu Mureș          | 7–2  | CS Iernut                 |
| AS Milcov                   | 2–1  | Flacăra Horezu            |
| ACS Dumitra                 | 3–0  | Gloria Progresul          |
| Luceafărul Bălan            | 1–3  | Sănătatea Cluj            |
| Viitorul Ulmeni             | 8–3  | Unirea Dej                |
| Industria Galda             | 0–1  | Performanța Ighiu         |
| Someșul Apahida             | 3–0  | Arieșul Turda             |
| Șoimii Lipova               | 0–2  | CS Ineu                   |
| Bihorul Beiuș               | 2–0  | Olimpia Satu Mare         |
| Șoimul Băița                | 1–0  | FC Hunedoara              |
| CSU II Craiova              | 2–1  | Viitorul Craiova          |
| Pandurii Cerneți            | 3–2  | CS Podari                 |
| Minerul Motru               | 4–0  | Gilortul Târgu Cărbunești |
| Ripensia Timișoara          | 3–0  | Minerul Mehedinți         |
| AFCM Reșița                 | 3–0  | Știința Turceni           |

## Faza a II-a
Meciurile fazei secunde s-au jucat pe 29 iulie 2015.
| Echipa 1                    | Scor | Echipa 2                   |
| --------------------------- | ---- | -------------------------- |
| Rapid Dumești               | 3–0  | CS Kosarom Pașcani         |
| ACS Dumitra                 | 0–2  | Bucovina Rădăuți           |
| Atletico Vaslui             | 3–0  | Ceahlăul II Piatra Neamț   |
| Victoria Muntenii Buzău     | 3–0  | Granitul Babadag           |
| Euromania Dumbrăveni        | 6–4  | Avântul Valea Mărului      |
| CS Păulești                 | 2–0  | FC Puiești                 |
| Viitorul II Constanța       | 3–0  | Înainte Modelu             |
| FC Zagon                    | 0–1  | Unirea Cristuru Secuiesc   |
| Voința Buftea               | 0–9  | Voința Snagov              |
| Flacăra Moreni              | 6–0  | Viitorul Domnești          |
| Unirea Izvoarele            | 1–2  | Unirea Brânceni            |
| CN Dinicu Golescu Câmpulung | 4–3  | Înfrățirea Agromec Hărman  |
| ASA II Târgu Mureș          | 1–0  | Csikszereda Miercurea Ciuc |
| AS Milcov                   | 4–2  | Atletic Bradu              |
| Someșul Apahida             | 0–3  | Sănătatea Cluj             |
| Viitorul Ulmeni             | 2–3  | Unirea Jucu                |
| Șoimul Băița                | 2–1  | Performanța Ighiu          |
| Bihorul Beiuș               | 0–1  | CS Ineu                    |
| CSU II Craiova              | 5–0  | ACSO Filiași               |
| Minerul Motru               | 5–1  | Pandurii Cerneți           |
| Ripensia Timișoara          | 5–0  | AFCM Reșița                |

## Faza a III-a
Meciurile fazei a treia s-au jucat pe 12 august 2015.
| Echipa 1                    | Scor | Echipa 2                       |
| --------------------------- | ---- | ------------------------------ |
| Bucovina Rădăuți            | 3–2  | Sighetul Marmației             |
| Rapid Dumești               | 0–2  | Știința Miroslava              |
| Atletico Vaslui             | 3–2  | CS Aerostar Bacău              |
| Cetatea Târgu Neamț         | 4–2  | SCM Petrotub Roman             |
| Euromania Dumbrăveni        | 0–3  | Delta Tulcea                   |
| CS Păulești                 | 3–0  | Fortuna Poiana Câmpina         |
| Viitorul II Constanța       | 3–0  | Săgeata Năvodari               |
| Unirea Cristuru Secuiesc    | 3–2  | Sepsi OSK Sfântu Gheorghe      |
| Voința Snagov               | 2–3  | CS Afumați                     |
| Flacăra Moreni              | 1–0  | Concordia II Chiajna           |
| Unirea Brânceni             | 2–0  | Sporting Roșiori               |
| CN Dinicu Golescu Câmpulung | 0–3  | FC Argeș Pitești               |
| Gloria Popești Leordeni     | 5–2  | CS Tunari                      |
| CSM Millenium Giarmata      | 1–5  | Vulturii Textila Lugoj         |
| ASA II Târgu Mureș          | 3–0  | Corona Brașov                  |
| AS Milcov                   | 1–2  | ACS FC Olt Slatina             |
| Sănătatea Cluj              | 1–4  | Metalurgistul Cugir            |
| Unirea Jucu                 | 3–0  | FC Zalău                       |
| CS Ștefănești               | 2–1  | CS Juventus București          |
| Șoimul Băița                | 1–4  | Pandurii II Târgu Jiu          |
| CS Ineu                     | 6–4  | CS Național Sebiș              |
| Victoria Muntenii Buzău     | 1–5  | Unirea Slobozia                |
| CSU Craiova II              | 4–1  | Minerul Motru                  |
| Dinamo II București         | 2–3  | Metaloglobus București         |
| Ripensia Timișoara          | 3–0  | Nuova Mama Mia Becicherecu Mic |
| CSC Sânmartin               | 0–3  | CS Oșorhei                     |

## Faza a IV-a
Meciurile fazei a patra s-au jucat pe 25 august 2015.
| Echipa 1                 | Scor | Echipa 2              |
| ------------------------ | ---- | --------------------- |
| Bucovina Rădăuți         | 3–4  | FCM Baia Mare         |
| Cetatea Târgu Neamț      | 0–3  | ACS Bucovina Pojorâta |
| Atletico Vaslui          | 3–1  | Știința Miroslava     |
| Delta Tulcea             | 2–0  | Farul Constanța       |
| CS Păulești              | 2–1  | Chindia Târgoviște    |
| Viitorul II Constanța    | 3–0  | Dunărea Călărași      |
| Unirea Cristuru Secuiesc | 0–2  | ASA II Târgu Mureș    |
| Flacăra Moreni           | 3–1  | FC Argeș Pitești      |
| Gloria Popești Leordeni  | 1–3  | ACS Berceni           |
| Vulturii Textila Lugoj   | 1–2  | FC UTA Arad           |
| Unirea Brânceni          | 2–0  | ACS FC Olt Slatina    |
| Unirea Jucu              | 5–6  | Metalurgistul Cugir   |
| CS Ineu                  | 2–1  | Șoimii Pâncota        |
| CS Afumați               | 6–3  | Unirea Slobozia       |
| CSU Craiova II           | 2–1  | Pandurii II Târgu Jiu |
| Metaloglobus București   | 2–1  | CS Ștefănești         |
| Ripensia Timișoara       | 6–1  | FC Caransebeș         |
| CS Oșorhei               | 2–1  | FC Bihor Oradea       |

## Faza a V-a
Meciurile fazei a cincea s-au jucat pe 8 și 9 septembrie 2015.
| Echipa 1               | Scor       | Echipa 2              |
| ---------------------- | ---------- | --------------------- |
| FCM Baia Mare          | 1–0 (d.p.) | Olimpia Satu Mare     |
| FCM Dorohoi            | 0–3        | ACS Bucovina Pojorâta |
| Dacia Unirea Brăila    | 3–1 (d.p.) | Oțelul Galați         |
| Unirea Tărlungeni      | 5–0        | Gloria Buzău          |
| Atletico Vaslui        | 0–1        | SC Bacău              |
| CS Păulești            | 2–3        | FC Brașov             |
| Viitorul II Constanța  | 5–2        | Delta Tulcea          |
| CSM Râmnicu Vâlcea     | 2–1        | Gaz Metan Mediaș      |
| Flacăra Moreni         | 1–3        | CS Mioveni            |
| ACS Berceni            | 1–0        | Rapid București       |
| FC UTA Arad            | 9–0        | AFCM Reșița           |
| Unirea Brânceni        | 3–1 (d.p.) | CSU II Craiova        |
| ASA II Târgu Mureș     | 6–5 (pen.) | Metalurgistul Cugir   |
| CS Afumați             | 5–6 (pen.) | FC Clinceni           |
| Metaloglobus București | 0–1        | CS Balotești          |
| ACS Rapid CFR Suceava  | 3–1 (d.p.) | Ceahlăul Piatra Neamț |
| Ripensia Timișoara     | 2–0        | CS Ineu               |
| CS Oșorhei             | 1–3        | FC Universitatea Cluj |

## Șaisprezecimi
Meciurile din faza șaisprezecimilor s-au desfășurat în perioada 22-24 septembrie 2015.
| 22 septembrie 2015               | UTA Arad                      | 1-1 (d.p.) (1–3 d.l.d.)                  | Pandurii    | Arad                                   |  |
| 16:00                            | Curtuiuș 86'                  |                                          | Săpunaru 9' | Stadion: Motorul Arbitru: Cătălin Busi |  |
|                                  | Penalty-uri de departajare⁠(d) |                                          |             |                                        |  |
| Manea · Michel · Burlă · Hlistei |                               | Nistor · Mrzljak · Ungurușan · Nicoară · |             |                                        |  |

| 22 septembrie 2015 | CS Balotești | 0-1 (d.p.) | CFR Cluj    | Balotești, Ilfov                       |  |
| 16:30              |              |            | Beleck 112' | Stadion: Central Arbitru: Iulian Călin |  |

| 22 septembrie 2015 | Bucovina Pojorâta | 1-4 | ASA Târgu Mureș                        | Pojorâta, Suceava                      |  |
| 16:30              | Căinari 88'       |     | Manolov 2', 72' Mureșan 29' Axente 83' | Stadion: Comunal Arbitru: Marian Barbu |  |

| 22 septembrie 2015 | Viitorul II Constanța                 | 2-1 | Academica Clinceni | Ovidiu, Constanța                             |  |
| 16:30              | Razvan Marin 47' Constantin Grecu 78' |     | Sorin Cucu 41'     | Stadion: Orășenesc Arbitru: Horia Mladinovici |  |

| 22 septembrie 2015              | ACS Berceni                   | 1-1 (d.p.) (2–4 d.l.d.)                    | Politehnica Iași     | Berceni, Ilfov                          |  |
| 18:00                           | Dobre 6'                      |                                            | Golubović 93' (pen.) | Stadion: Berceni Arbitru: Marian Balaci |  |
|                                 | Penalty-uri de departajare⁠(d) |                                            |                      |                                         |  |
| Neagu · Dobre · Fîșie · Cioranu |                               | Enescu · Gheorghe · Piccioni · Mihalache · |                      |                                         |  |

| 22 septembrie 2015 | Râmnicu Vâlcea | 0-2 | ACS Poli                       | Râmnicu Vâlcea                            |  |
| 20:00              |                |     | Curtean 5' (pen.) Llorente 27' | Stadion: Municipal Arbitru: Adrian Illyeș |  |

| 23 septembrie 2015 | FCM Baia Mare | 1-0 | Voluntari | Baia Mare                                       |  |
| 16:30              | Codin 88'     |     |           | Stadion: Viorel Mateianu Arbitru: Florin Mazilu |  |

| 23 septembrie 2015 | Mioveni  | 1-2 | Botoșani              | Mioveni                                   |  |
| 16:30              | Popa 71' |     | Roman 38' Cabrera 80' | Stadion: Orășenesc Arbitru: Eduard Ionita |  |

| 23 septembrie 2015 | Foresta Suceava | 0-2 | FC Brașov         | Suceava                               |  |
| 16:30              |                 |     | Ene 75' Letan 81' | Stadion: Areni Arbitru: Florin Andrei |  |

| 23 septembrie 2015                              | Gauss Bacău                   | 1-1 (d.p.) (5–3 d.l.d.)            | CSU Craiova   | Bacău                                        |  |
| 17:00                                           | Pavel 3'                      |                                    | Mazarache 43' | Stadion: Municipal Arbitru: Andrei Chivulete |  |
|                                                 | Penalty-uri de departajare⁠(d) |                                    |               |                                              |  |
| Vraciu · Neagu · Adăscăliței · Drugă · Hurdubei |                               | Vătăjelu · Popov · Băluță · Ivan · |               |                                              |  |

| 23 septembrie 2015 | Unirea Brânceni | 0-5 | Astra Giurgiu                           | Brânceni, Teleorman                     |  |
| 16:30              |                 |     | Roșu 1', 87', 89' Enache 44' Alibec 71' | Stadion: Comunal Arbitru: Sorin Antonie |  |

| 23 septembrie 2015 | Ripensia | 0-2 | Viitorul Constanța        | Timișoara                                      |  |
| 20:00              |          |     | Mișelăricu 13' Tănase 90' | Stadion: Dan Păltinișanu Arbitru: Florin Marcu |  |

| 23 septembrie 2015 | Unirea Tărlungeni | 0-6 | Petrolul                                                      | Tărlungeni, Brașov                  |  |
| 20:00              |                   |     | Benga 30' Tamuz 38', 90' Varga 47' Milinceanu 79' Lemnaru 84' | Stadion: Unirea Arbitru: Ionuț Coza |  |

| 24 septembrie 2015 | ASA II Târgu Mureș | 0-4 | Chiajna                                             | Târgu Mureș        |  |
| 16:30              |                    |     | Purece 12' Răducanu 32' Constantinescu 62' Pană 85' | Stadion: Trans-Sil |  |

| 24 septembrie 2015 | Dacia U Brăila               | 2-3 | Dinamo                | Brăila             |  |
| 16:30              | Necoară 40' (pen.) Muscă 86' |     | Gnohéré 61', 73', 75' | Stadion: Municipal |  |

| 24 septembrie 2015 | U Cluj                                      | 0-1 | Steaua București                                             | Cluj-Napoca                                                    |  |
| 20:30              | Cordoș 20' Popescu 50' Kovacs 53' Dulap 55' |     | Tahar 81' 90+3' Varela 40' Breeveld 44' Tadé 55' Chipciu 63' | Stadion: Cluj Arena Spectatori: Denis Haidiner Arbitru: 10.000 |  |

## Optimi
Meciurile din faza optimilor s-au desfășurat în perioada 27-29 octombrie 2015.
| 27 octombrie 2015 | FC Brașov                  | 3-4 (d.p.) | Astra Giurgiu                                | Brașov                         |  |
| 17:00             | Matei 67', 90' Olteanu 88' |            | Tembo 18' Budescu 28' Ioniță 35' Dandea 117' | Stadion: Stadionul Tineretului |  |

| 27 octombrie 2015 | Chiajna    | 1-2 | Politehnica Iași         | Chiajna            |  |
| 19:00             | Rasdan 29' |     | Bădic 49' Frăsinescu 70' | Stadion: Concordia |  |

| 27 octombrie 2015 | ACS Poli                      | 2-1 | Petrolul    | Timișoara                |  |
| 21:00             | Hernández 40' (pen.) Cânu 84' |     | Velasco 70' | Stadion: Dan Păltinișanu |  |

| 28 octombrie 2015 | Gauss Bacău | 0-1 | ASA Târgu Mureș     | Bacău              |  |
| 14:30             |             |     | Gorobsov 57' (pen.) | Stadion: Municipal |  |

| 28 octombrie 2015 | Viitorul II Constanța | 0-1 | CFR Cluj   | Ovidiu, Constanța  |  |
| 18:00             |                       |     | Negruț 55' | Stadion: Orășenesc |  |

| 28 octombrie 2015 | Pandurii                       | 2-3 | Dinamo                                 | Târgu Jiu                   |  |
| 20:30             | Hora 13' Nedelcearu 21' (aut.) |     | Nedelcearu 8' Rotariu 51' Vojnović 90' | Stadion: Tudor Vladimirescu |  |

| 29 octombrie 2015 | Botoșani | 0-1 | Viitorul Constanța | Botoșani                     |  |
| 18:00             |          |     | Ganea 51'          | Stadion: Stadionul Municipal |  |

| 29 octombrie 2015   | FCM Baia Mare                 | 1-1 (d.p.) (1–4 d.l.d.)          | Steaua București | Baia Mare                                   |  |
| 20:30               | Păcurar 11'                   |                                  | Tadé 27'         | Stadion: Viorel Mateianu Spectatori: 14.000 |  |
|                     | Penalty-uri de departajare⁠(d) |                                  |                  |                                             |  |
| Pop · Deac · Străuț |                               | Tadé · Chipciu · Varela · Carp · |                  |                                             |  |

## Sferturi
Meciurile din faza sferturilor s-au desfășurat în perioada 15-17 decembrie 2015.
| 15 decembrie 2015                                                            | ACS Poli                      | 1–1 (d.p.) (6–7 d.l.d.)                                              | ASA Târgu Mureș | Timișoara                                        |  |
| 18:30                                                                        | Elek 24'                      |                                                                      | Balić 80'       | Stadion: Dan Păltinișanu Arbitru: Cristian Balaj |  |
|                                                                              | Penalty-uri de departajare⁠(d) |                                                                      |                 |                                                  |  |
| Pop Format:Pegoal · Curtean · Llorente · Sarmov · Melinte · Popescu · Artean |                               | González · Gorobsov · Velayos · Borza · Kortzorg · Balić · Manolov · |                 |                                                  |  |

| 15 decembrie 2015 | Dinamo                  | 2–1 | Astra Giurgiu | București                |  |
| 20:30             | Gnohéré 17' Palić 90+3' |     | Enache 90+2'  | Stadion: Arena Națională |  |

| 16 decembrie 2015 | Politehnica Iași | 1–2 | CFR Cluj            | Iași                                              |  |
| 20:30             | Gheorghe 77'     |     | Păun 55' Beleck 83' | Stadion: Emil Alexandrescu Arbitru: Istvan Kovacs |  |

| 17 decembrie 2015 | Viitorul Constanța | 0–1 | Steaua București | Ovidiu, Constanța                         |  |
| 20:30             |                    |     | Stanciu 48'      | Stadion: Orășenesc Arbitru: Radu Petrescu |  |

## Semifinale
Prima manșă a avut loc în perioada 2-3 martie 2015, iar manșa secundă s-a desfășurat în perioada 20 aprilie-21 aprilie 2015.
| 2 martie 2016TUR | ASA Târgu Mureș | 0 - 0 | CFR Cluj | Târgu Mureș        |  |
| 20:30            |                 |       |          | Stadion: Trans-Sil |  |

| 3 martie 2016TUR | Dinamo | 0 - 0 | Steaua București | București       |  |
| 20:30            |        |       |                  | Stadion: Dinamo |  |

| 20 aprilie 2016RETUR | Steaua București       | 2-2 | Dinamo               | București                |  |
| 20:30                | Enache 17' Chipciu 52' |     | Ekeng 51' Puljić 75' | Stadion: Arena Națională |  |

| 21 aprilie 2016RETUR | CFR Cluj     | 2-0 | ASA Târgu Mureș | Cluj-Napoca                       |  |
| 20:30                | Bud 17', 70' |     |                 | Stadion: Dr. Constantin Rădulescu |  |

## Finala
Finala a avut loc pe 17 mai 2016, inițial programată pe 10 mai, dar reprogramată din cauza decesului fotbalistului Patrick Ekeng.
| 17 mai 2016                                  | Dinamo                        | 2–2 (d.p.) (4–5 d.l.d.)                    | CFR Cluj             | București                                                           |  |
| 21:30                                        | Gnohéré 21' Bicfalvi 35'      |                                            | Carlos 47' Lopes 89' | Stadion: Arena Națională Spectatori: 37.705 Arbitru: Ovidiu Hațegan |  |
|                                              | Penalty-uri de departajare⁠(d) |                                            |                      |                                                                     |  |
| Bicfalvi · Gnohéré · Anton · Lazăr · Rotariu |                               | López · Lopes · Beleck · Petrucci · Carlos |                      |                                                                     |  |